# Alphonse de Bourbon-Siciles (1901-1964)
Pour les articles homonymes, voir Alphonse de Bourbon et Bourbon.
Titres
Prétendant au trône des Deux-Siciles
7 janvier 1960 – 3 février 1964
(4 ans et 27 jours)
Héritier présomptif du trône d’Espagne
17 octobre 1904 – 10 mai 1907
(2 ans, 6 mois et 23 jours)
Alphonse de Bourbon, infant d'Espagne, duc de Calabre et comte de Caserte, né le 30 novembre 1901 à Madrid, mort dans la même ville le 3 février 1964, est le fils de Charles de Bourbon (1870-1949) et de Mercedes de Bourbon (1880-1904), princesse des Asturies et héritière présomptive du trône d’Espagne, et arrière-petit-fils de Ferdinand II, roi des Deux-Siciles.
Neveu du roi d'Espagne Alphonse XIII, il est brièvement héritier présomptif du trône d’Espagne de 1904 à 1907, sans toutefois porter le titre de prince des Asturies. Son état civil complet est Alphonse Marie Léon Christian Alphonse de Liguori Antoine Charles André François Xavier de Bourbon.

## Famille

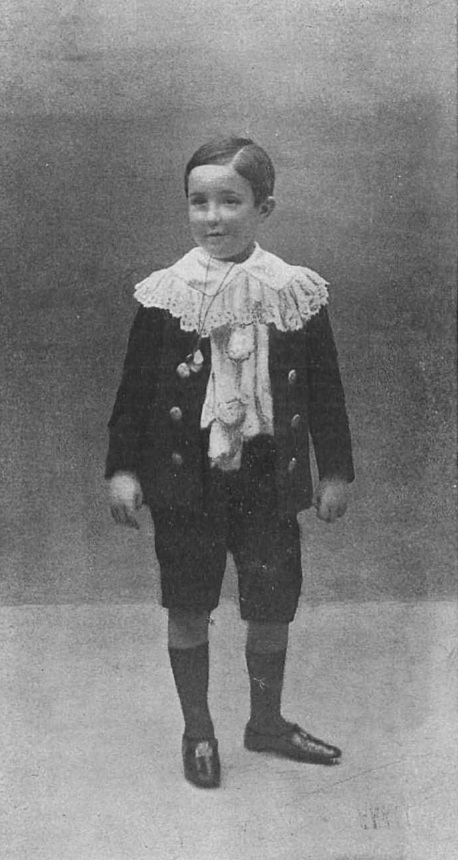
Alphonse de Bourbon-Siciles en 1907.

Il épouse le 16 avril 1936 Alice de Bourbon-Parme (1917-2017), fille d'Élie de Bourbon (deuxième frère du duc de Parme) et de sa femme, Marie-Anne de Habsbourg-Lorraine. Ils ont trois enfants, qui portent le titre de courtoisie de prince ou princesse des Deux-Siciles :
- Thérèse, née le 6 février 1937 à Lausanne, qui épouse en 1961 Íñigo Moreno y de Arteaga – fils du député Francisco Moreno y Herrera (es), cofondateur de la Phalange espagnole, et petit-fils du ministre Francisco Moreno y Zuleta (es), 5e comte de Los Andes –, 12e marquis de Laula, puis 1er marquis de Laserna[1],[2], dont 7 enfants (3 fils et 4 filles).
- Charles, né le 16 janvier 1938 à Lausanne, mort le 5 octobre 2015, qui succède à son père comme prétendant au trône.
- Inès Marie Alice, née le 10 février 1940 à Ouchy-Lausanne, qui épouse en 1965 Luis de Morales y Aguado, séparés de corps par jugement du tribunal n°23 de Madrid en 1978, dont 5 enfants (1 fils et 4 filles).

Alphonse de Bourbon porte le titre de courtoisie de duc de Calabre, et il est prétendant au trône des Deux-Siciles et grand maître de l'ordre de Saint-Janvier du 7 janvier 1960 jusqu'à sa mort, ce qui était contesté par Rénier de Bourbon, duc de Castro, son oncle de la branche cadette.

## Titulature et décorations

### Titulature
- 30 novembre 1901 - 17 mars 1960 : Son Altesse royale Alfonso de Borbón y Borbón, infant d'Espagne
- 17 mars 1960 - 3 février 1964 : Son Altesse royale le duc de Calabre, comte de Caserte, infant d'Espagne

### Ordres dynastiques
Belgique
| Ordre de Léopold | Grand cordon de l'ordre de Léopold |

 Royaume des Deux-Siciles
| Ordre de Saint-Janvier                                  | Grand-maître de l'illustre ordre royal de Saint-Janvier (7 janvier 1960)                   |
| Ordre sacré et militaire constantinien de Saint-Georges | Grand-maître de l'ordre sacré et militaire constantinien de Saint-Georges (7 janvier 1960) |
| Ordre de Saint-Ferdinand et du Mérite                   | Grand-maître de l'ordre de Saint-Ferdinand et du Mérite (7 janvier 1960)                   |
| Ordre de Saint-Georges de la Réunion                    | Grand-maître de l'ordre de Saint-Georges de la Réunion (7 janvier 1960)                    |
| Ordre royal de François Ier                             | Grand-maître de l'ordre royal de François Ier (7 janvier 1960)                             |

 Royaume d'Espagne
| Ordre de la Toison d'Or                  | Chevalier de l'ordre de la Toison d'or (30 novembre 1901),             |
| Ordre de Charles III                     | Grand-croix avec collier de l'ordre de Charles III (30 novembre 1901), |
| Ordre d'Isabelle la Catholique           | Grand-croix de l'ordre d'Isabelle la Catholique (30 novembre 1901),    |
| Ordre d'Alcántara                        | Chevalier de l'ordre d'Alcántara                                       |
| Real Maestranza de Caballería de Séville | Chevalier de la Société royale d'équitation de Séville (1922)          |

 Royaume de Grèce
| Ordre du Sauveur | Grand-croix de l'ordre du Sauveur |

 Royaume de France
| Ordre du Saint-Esprit | Chevalier de l’ordre du Saint-Esprit (ordre légitimiste dynastique français) |